# لويس زيمر
لويس زيمر (بالفرنسية: Louis Zimmer)‏ (و. 1888 – 1970 م) هو عالم فلك من بلجيكا.
توفي عن عمر يناهز 82 عاماً.